# Франьо Міклошич
Франьо (Франц) Мі́клошич (Миклосич, Мікльосіч) (нім. Franz von Miklosich, 20 листопада 1813, Радомерщак — 7 березня 1891, Відень) — словенський, австрійський мовознавець. Вважається основоположником школи порівняльно-історичного вивчення граматики слов'янських мов, одним із найвизначніших представників славістики XIX століття. Вчитель Євгена Желехівського та Степана Смаль-Стоцького.

## Життєпис
Народився в селі Радомерщак поблизу Лютомера в Нижній Штирії, нині громада Лютомер, Помурський регіон, Словенія.
Навчався в гімназіях Вараждина, Марибора. Отримав ступінь доктора філософії в університеті Ґраца, де деякий час викладав; переїхав до Відня, став доктором юриспруденції. Незабаром повністю присвятив себе вивченню слов'янських мов. Працював у Віденській бібліотеці під керівництвом Ерне Копітара. Першою значною науковою працею Ф. Міклошича був коментар до «Порівняльної граматики…» Франца Боппа про зв'язки санскриту зі слов'янськими мовами.
1848 року ненадовго включився в політичне життя (голова віденського товариства «Словенія», співзасновник програми «Об'єднана Словенія», депутат верхньої палати австрійського парламенту). 1849 року став на чолі щойно створеної кафедри слов'янських мов Віденського університету. З 1851 року академік Віденської академії наук. У 1854-55 роках — ректор Віденського університету.
Фундаментальна праця Ф. Міклошича «Порівняльна граматика слов'янських мов» у 4 томах, опублікована в 1852-75 роках. Пізніше 1 і 3 томи були повністю перероблені, вийшли другим виданням відповідно у 1879 і 1876 роках. Крім слов'янських мов, досліджував романські, албанську, грецьку, циганську, брав участь у створенні літературної словенської мови.
З 1882 року у Віденському університеті учнем Франьо Міклошича був мовознавець, педагог, визначний громадсько-політичний, культурний, економічний діяч Буковини Степан Смаль-Стоцький (1885 року той у нього габілітувався).
Контактував з українським церковним, громадсько-політичним діячем, одним із засновників Головної Руської Ради Михайлом Малиновським. Підтримав з Павелом Йозефом Шафариком Івана Борисикевича, Рудольфа Моха, Михайла Куземського, Івана Федоровича, Григорія Шашкевича, які протестували проти рішення Аґенора Ґолуховського (старшого) в 1859 році про введення латинської азбуки в українське письмо (було скасоване 1861 року).

## Доробок
- Lexicon linguae Slovenicae veteris dialecti. — Vindobonae, 1850 (лат.)
- Vergleichende Grammatik der slavischen Sprachen. 1. Lautenlehre, Wien 1852 (1879); Stammbildungslehre, Wien 1875. 3. Wortbildungslehre, Wien 1876 4. Syntx, Wien 1868—1874 (нім.)
- Vergleichende Formenlehre der slavischen Sprachen. — Wien, 1856 (нім.)
- Die Sprache der Bulgaren in Siebenbrgen / / DAWW 8. — 1856. — S. 105—146 (нім.)
- Die Bildung der slavischen Personennamen, 1860 (нім.)
- Lexicon Palaeuslovenico-graeco-latinum, Vindobonae 1862 — 65 (нім.)
- Die Legende vom hl. Cyrillus. — Wien 1870 (нім.)
- Geschichte der Lautbezeichnung im Bulgarischen. — Wien, 1883 (нім.)
- Monumenta Serbica Spectantia Historiam Serbiae, Bosniae, Ragusii, 1858 (лат.)
- Etymologisches Wörterbuch der slavischen Sprachen. — Wien, 1886 (нім.)
- Über die Mundarten und Wanderungen der Zigeuner Europas, 12 частини. — 1872 — 80 (нім.)

## Відзнаки
За працю, заслуги перед науковим товариством отримав титул графа, почесне громадянство міста Лютомера.